# Свободная улица (Моршанск)
После октябрьской революции названа Свободной, ранее Набережная.
Самая первая, самая старая из улиц Моршанска. Именно здесь, на берегу Цны, в конце XVI-начале XVII веков (в письменных источниках с. Морша упоминается с 1623 года) селились крестьяне, бежавшие от бар-крепостников в поисках лучшей доли и плодородных чернозёмов.
На правом берегу реки Цны растёт и ныне плодоносит большой фруктовый сад купца Томилина.
Рядом с садом — городской пляж, в народе именуемый «старым». Скорее всего, он возник во второй половине сороковых годов прошлого века, когда моршанцы всем миром строили судоходный канал (увы, катера по Цне давным-давно уже не ходят, гораздо меньше стало и лёгких моторных лодок). Присущая достопримечательность — городская мойка. Стирать и полоскать бельё хозяйки приходили на эти лавы ещё до 1917 года.

## Здания
Дом А. И. Рымарева (угол улиц Советской и Свободной). В доме напротив особняка Рымарева М. М. (относится нынче к школе-интернату № 3) жила семья купца первой гильдии, торговавшего хлебом, Александра Михайлова. 26 апреля 1888 года в этой купеческой семье родился будущий учёный с мировым именем, заслуженный деятель науки и техники РФ, Герой Социалистического Труда академик АН СССР Александр Александрович Михайлов.

## Предприятия, организации
В самом начале прошлого века на берегу реки Цны братья Кожины Дорофей Прохорович и Иван Прохорович выстроили городскую баню, в которой и сегодня моются-парятся многие моршанцы.

## Социальные объекты
В двух особняках по ул. Свободной до 1979 года размещалось старейшее в городе учебное заведение — СШ № 3. После в помещении «квартировал» вначале учебно-производственный комбинат, где учащиеся городских школ осваивали рабочие специальности, а в 2001 году сюда переехал Моршанский объединённый военкомат.
На улице располагалось и ещё одно учебное заведение: школа механизации сельского хозяйства (нынче ПУ № 9). В настоящее время дом капитально отремонтировали и заселили жильцами.
Церковно-приходская школа (в нём теперь размещается противотуберкулезный диспансер).